# Province d'Artemisa
La province d'Artemisa (en espagnol : Provincia de Artemisa) est une des provinces de Cuba créée en 2011. Sa capitale est la ville d'Artemisa.

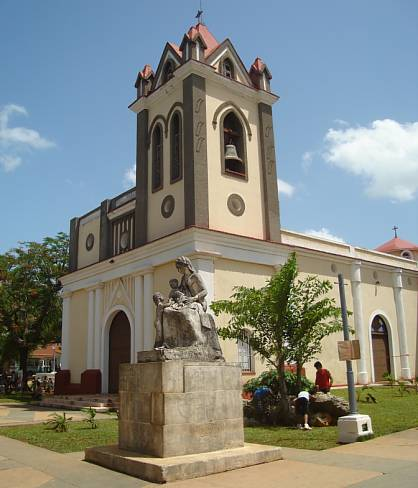
Église catholique dans le parc central d'Artemisa.

## Géographie
La province couvre une superficie de 4 004,27 km2 et s'étend dans la partie occidentale de l'île. Elle est limitée au nord par le golfe du Mexique et le détroit de Floride, à l'est par les provinces de La Havane et Mayabeque, au sud par le golfe de Batabanó et à l'ouest par la province de Pinar del Río. 

## Histoire
La création de la province résulte du partage de l'ancienne province de La Havane en deux nouvelles provinces : la province d'Artemisa à l'ouest et la province de Mayabeque à l'est. Elle regroupe huit municipalités de l'ancienne province de La Habana et trois municipalités de la province de Pinar del Río (Bahía Honda, Candelaria et San Cristóbal).

## Administration
La province est subdivisée en 11 municipalités (municipios) :
- Alquízar
- Artemisa
- Bahía Honda
- Bauta
- Caimito
- Candelaria
  - dont Las Terrazas
- Guanajay
- Güira de Melena
- Mariel
- San Antonio de los Baños
- San Cristóbal